# Ligne 283 (Infrabel)
La ligne industrielle 283 relie l'atelier central de Salzinnes aux installations de Ronet (atelier Traction et gare de triage). Elle se débranche de la ligne 130D (qui porte à quatre voies la ligne 130 entre Namur et Ronet) et franchit la Sambre via un pont oblique.
La ligne est électrifiée jusqu'à l'entrée de l'atelier de Salzinnes. Les locotracteurs de l'atelier viennent y chercher ou y ramener les motrices électriques.

## Historique
L'atelier des chemins de fer des Bas-Prés à Salzinnes (Namur) fut inauguré en 1904. Cette courte ligne date donc de cette époque.